# Lista de deputados estaduais do Rio Grande do Norte da 58.ª legislatura
Esta é a lista de deputados estaduais do Rio Grande do Norte para a legislatura 58ª legislatura (2003–2007).

## Composição das bancadas
| Partido | Líder                | Bancada | Posição      |
| ------- | -------------------- | ------- | ------------ |
| PPB     | Alexandre Cavalcanti | 8 / 24  | Oposição     |
| PFL     | Ruth Ciarlini        | 4 / 24  | Oposição     |
| PMDB    | Larissa Rosado       | 4 / 24  | Oposição     |
| PT      | Paulo Davim          | 2 / 24  | Governo      |
| PSB     | Paulinho Freire      | 2 / 24  | Governo      |
| PTB     | Ezequiel Ferreira    | 1 / 24  | Governo      |
| PL      | Vivaldo Costa        | 1 / 24  | Governo      |
| PDT     | Gesane Marinho       | 1 / 24  | Independente |
| PPS     | Wober Júnior         | 1 / 24  | Governo      |

## Deputados Estaduais
Estavam em jogo 24 cadeiras da Assembleia Legislativa do Rio Grande do Norte.
| Número | Deputados estaduais eleitos | Partido | Votação | Percentual | Cidade onde nasceu   | Unidade federativa  |
| 25111  | Robinson Faria              | PFL     | 44.879  | 3,07%      | Natal                | Rio Grande do Norte |
| 25221  | José Adécio Costa           | PFL     | 43.484  | 2,97%      | Pedro Avelino        | Rio Grande do Norte |
| 11607  | Luiz Almir                  | PPB     | 43.356  | 2,96%      | Juazeiro do Norte    | Ceará               |
| 11111  | Ricardo Motta               | PPB     | 39.999  | 2,74%      | Natal                | Rio Grande do Norte |
| 13666  | Fernando Mineiro            | PT      | 39.963  | 2,73%      | Curvelo              | Minas Gerais        |
| 15120  | Larissa Rosado              | PMDB    | 39.144  | 2,68%      | Mossoró              | Rio Grande do Norte |
| 15222  | Nelter Queiroz              | PMDB    | 37.354  | 2,55%      | Jucurutu             | Rio Grande do Norte |
| 11122  | Nelson Freire               | PPB     | 36.621  | 2,50%      | Natal                | Rio Grande do Norte |
| 40888  | Paulinho Freire             | PSB     | 35.352  | 2,42%      | Natal                | Rio Grande do Norte |
| 11222  | Alexandre Cavalcanti        | PPB     | 34.765  | 2,38%      | São Paulo do Potengi | Rio Grande do Norte |
| 14567  | Ezequiel Ferreira           | PTB     | 34.228  | 2,34%      | Natal                | Rio Grande do Norte |
| 25112  | Ruth Ciarlini               | PFL     | 34.073  | 2,33%      | Mossoró              | Rio Grande do Norte |
| 15141  | José Dias                   | PMDB    | 33.604  | 2,30%      | Umarizal             | Rio Grande do Norte |
| 11223  | Joacy Pascoal               | PPB     | 33.385  | 2,28%      | Recife               | Pernambuco          |
| 22222  | Vivaldo Costa               | PL      | 33.205  | 2,27%      | Caicó                | Rio Grande do Norte |
| 11444  | Francisco José              | PPB     | 33.063  | 2,26%      | Reriutaba            | Ceará               |
| 40111  | Márcia Maia                 | PSB     | 31.645  | 2,16%      | Natal                | Rio Grande do Norte |
| 11555  | Raimundo Fernandes          | PPB     | 30.808  | 2,11%      | São Miguel           | Rio Grande do Norte |
| 25110  | Getúlio Rêgo                | PFL     | 30.047  | 2,05%      | Portalegre           | Rio Grande do Norte |
| 15123  | Elias Fernandes Neto        | PMDB    | 29.662  | 2,03%      | Pau dos Ferros       | Rio Grande do Norte |
| 11333  | Vidaldo Costa               | PPB     | 28.234  | 1,93%      | [ nota 1 ]           | [ nota 2 ]          |
| 12000  | Gesane Marinho              | PDT     | 26.943  | 1,84%      | Recife               | Pernambuco          |
| 23123  | Wober Júnior                | PPS     | 24.033  | 1,64%      | Natal                | Rio Grande do Norte |
| 13123  | Paulo Davim                 | PT      | 18.359  | 1,26%      | Natal                | Rio Grande do Norte |